# Кантон (Джорджия)
Кантон (англ. Canton) — город и административный центр округа Чероки в штате Джорджия в Соединённых Штатах Америки.
Согласно данным переписи населения США 2020 года число жителей города 
составляло 22 958 человек.

## История
В доколумбову эпоху здесь жили коренные американцы из народа чероки (откуда и название округа), а первые постоянные европейские поселенцы появились здесь в начале XIX века.

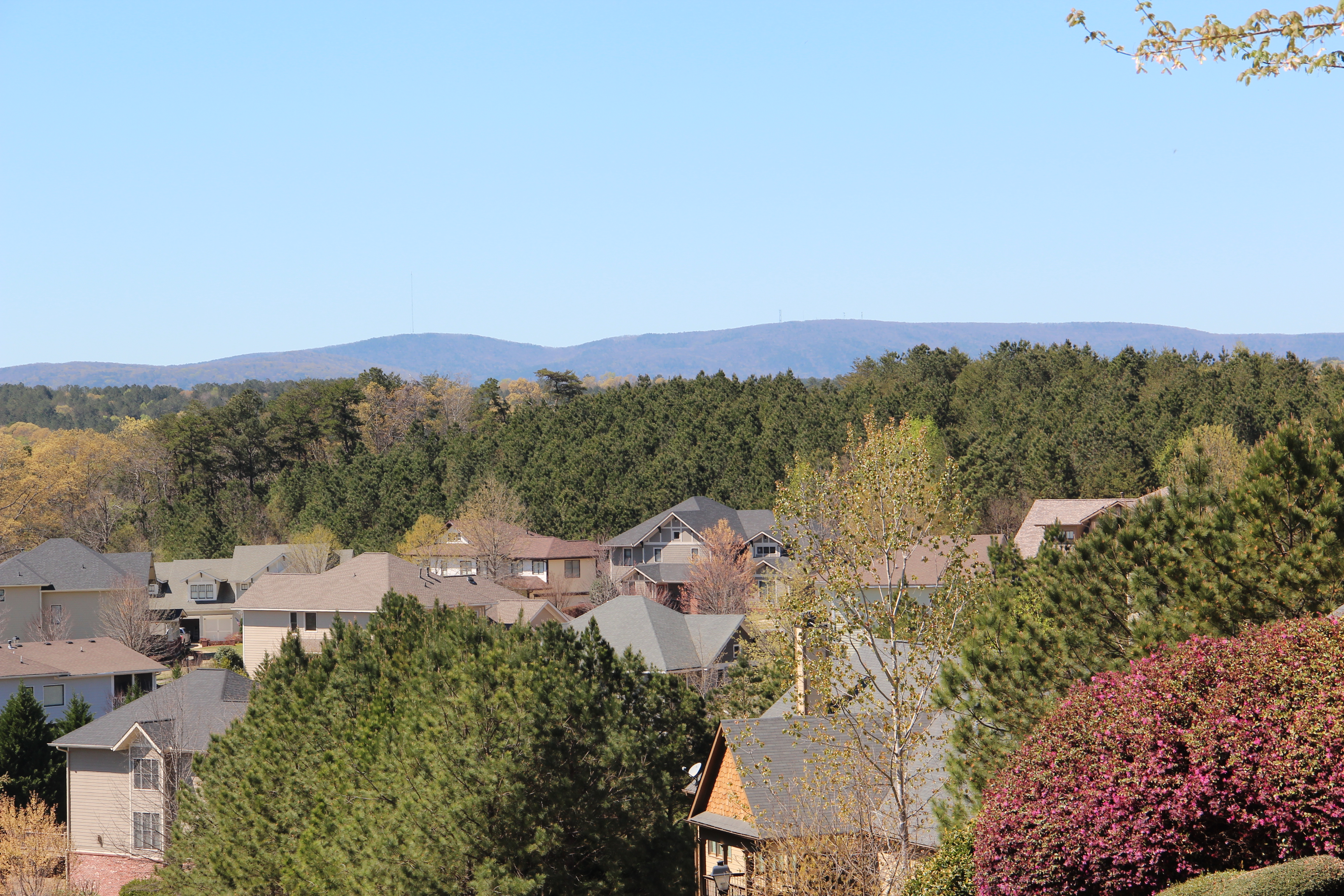
Кантон

Во время Гражданской войны в США Кантон, население которого составляло около 200 человек, был сожжен в первых числах ноября 1864 года армией Союза под командованием генерал-майора Уильяма Т. Шермана. Войскам было приказано сжечь город из-за атак партизан Конфедерации, исходящих из Кантона и направленных против Западной и Атлантической железной дороги около города Кассвилл, которая была жизненно важной линией снабжения для армии Союза.
С начала XXI века, по мере расширения пригородов Атланты на север, по настоящее время город переживает период наибольшего прироста населения, которое только за период с 2000 по 2010 год почти утроилось, а с 2010 по 2020 год увеличилось почти на треть (с 23 791 до 32 973 человек). В основном это происходит потому, что цены на недвижимость в городе заметно ниже, чем в столице штата и работающие в Атланте, встав на ноги и создавая семьи, предпочитают покупать строить дома здесь, чем жить за те же деньги в тесных задымлённых городских квартирах.

## География
Кантон расположен недалеко от географического центра округа Чероки к северу от города Холли-Спрингс и к югу от Болл-Граунд, в 40 милях (64 км) к северу от центра Атланты.
Река Этова, приток реки Куса, протекает с востока на запад через центр Кантона.
По данным Бюро переписи населения США, общая площадь города составляет 18,7 квадратных миль (48,5 км2), из которых 18,6 квадратных миль (48,2 км2) — это суша и 0,15 квадратных миль (0,4 км2 или 0,76%) — это водная поверхность.